# Reteremulus aciculatus
Reteremulus aciculatus är en kvalsterart som beskrevs av Balogh och Sandór Mahunka 1966. Reteremulus aciculatus ingår i släktet Reteremulus och familjen Eremulidae.

## Underarter
Arten delas in i följande underarter:
- R. a. aciculatus
- R. a. papuanus